# Radarreflektor

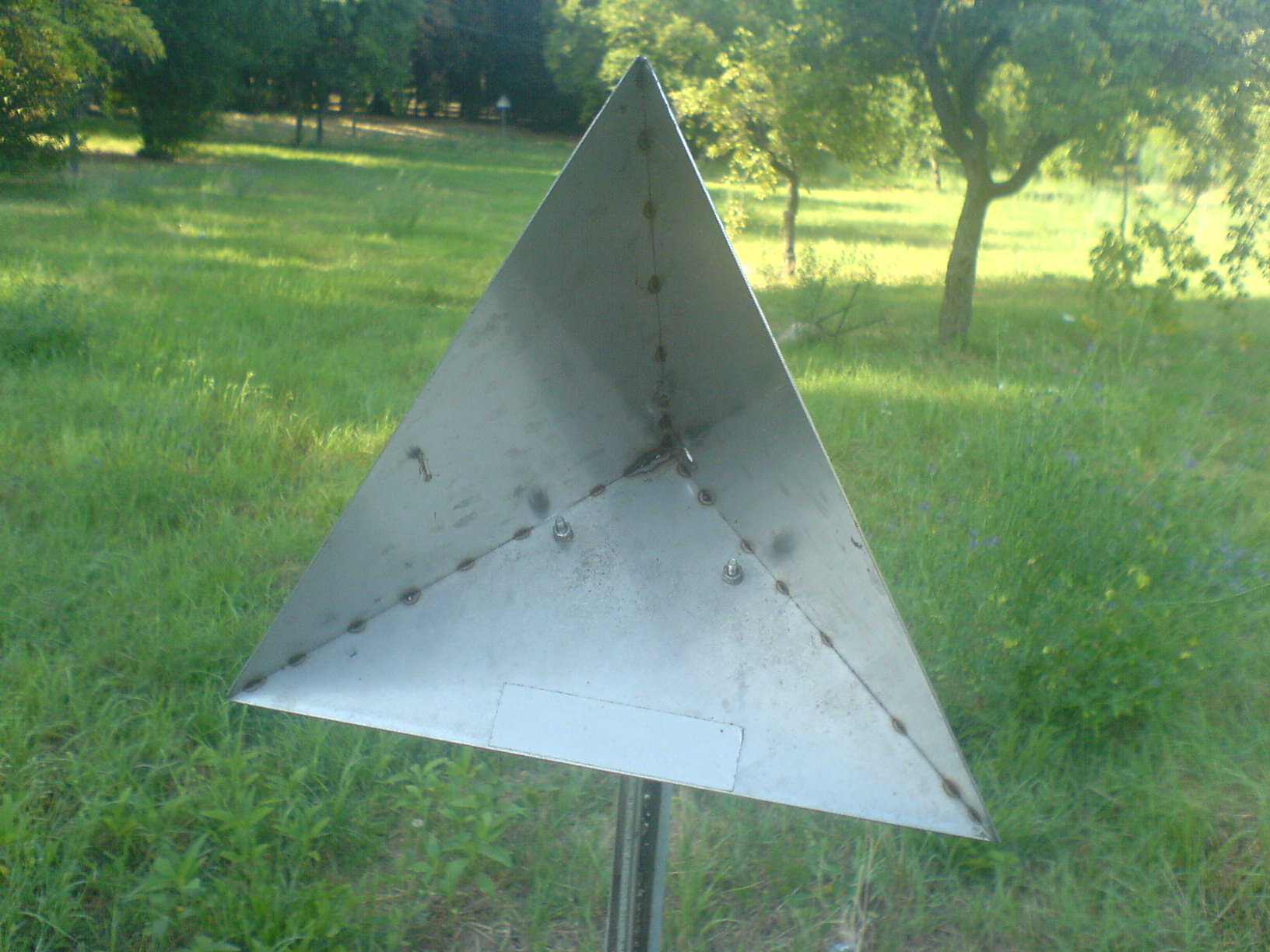
Der Tripelspiegel besteht aus drei zueinander orthogonalen Metallplatten und ist der Urtyp des Radarreflektors. Der gezeigte wirkt nur für Strahlrichtungen aus dem aufgespannten Oktanten, also auch aus der Fotografierrichtung.

Prinzip des Tripelspiegels: Das Signal wird unabhängig von der Einfallsrichtung stets in Richtung der (weit entfernten) Quelle reflektiert.

Radarreflektoren sind Retroreflektoren für Radaranwendungen und zumeist konstruiert als Tripelspiegel (englisch corner reflector). Mit diesem Oberbegriff werden Konstruktionen zusammengefasst, welche für Radargeräte ein besonders starkes Echosignal und somit ein sicheres Zielzeichen (englisch target) auf dem Radarschirm für Objekte erzeugen, die ansonsten nur über eine sehr geringe oder instabile effektive Reflexionsfläche verfügen. Radarreflektoren werden nach quasioptischen Prinzipien konstruiert und verwenden meist die Spiegelreflexion (Reflexion an glatten Flächen), aber auch die Brechung und Beugung zur Erzeugung einer effektiven Reflexionsfläche. Als Bezugsgröße für die Wirksamkeit eines Radarreflektors wird meist diese Fläche in Quadratmeter angegeben.

## Bezugsgröße

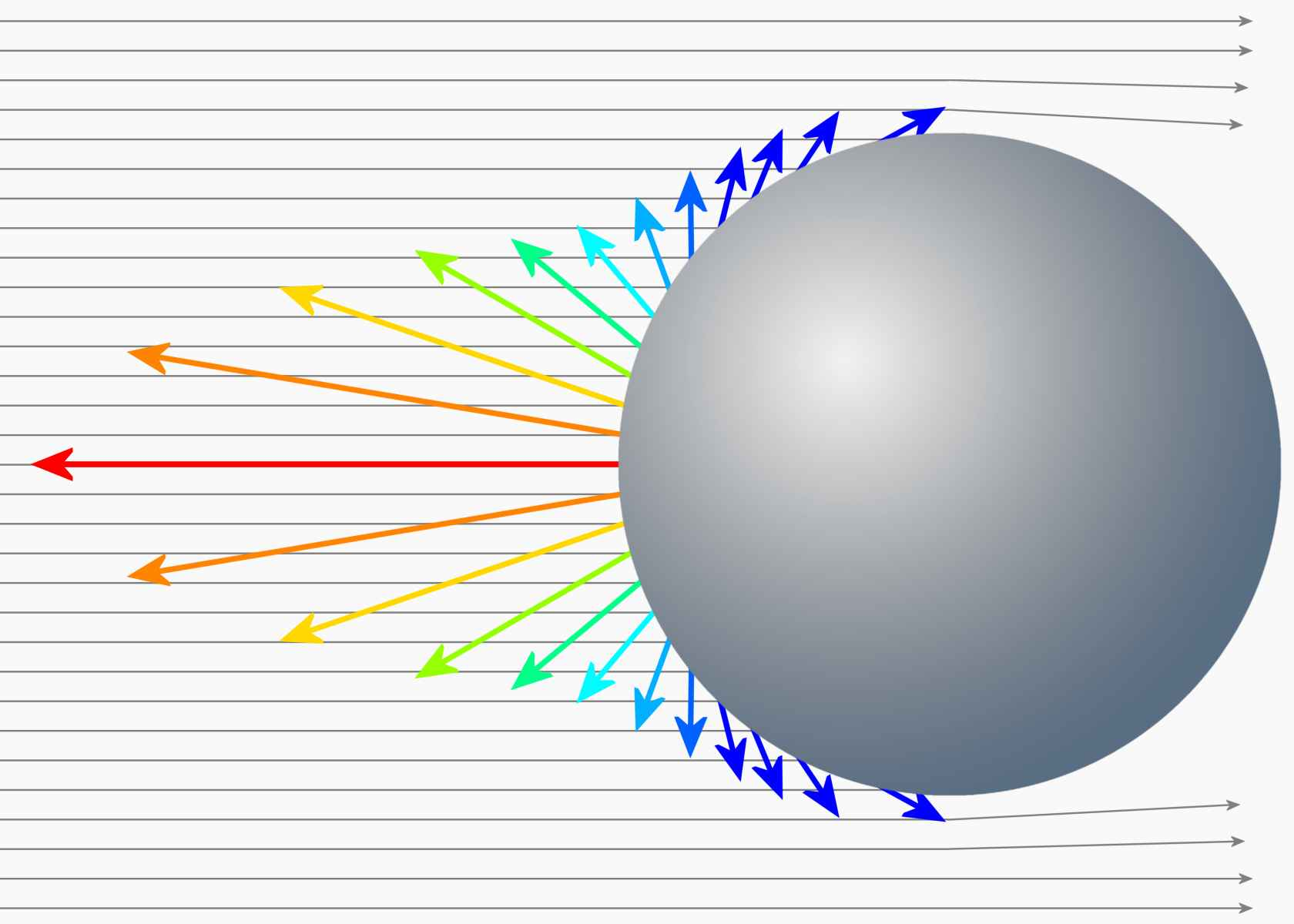
Von der Referenz (kugelförmiger Reflektor) kann nur ein sehr kleiner Anteil der Oberfläche bei der Retroreflexion wirksam sein. Der größte Anteil wird in Richtungen gelenkt, die vom Radargerät nicht genutzt werden können.

Als Referenz wird ein kugelförmiger Reflektor mit einer ideal leitenden Oberfläche angegeben, dessen Parallelprojektion auf eine Ebene senkrecht zur Projektionsrichtung (sprich: dessen Schatten auf dieser Ebene) eine Fläche von einem Quadratmeter aufweist. Von diesem Referenzreflektor ist jedoch nur eine sehr kleine Fläche als Rückstrahler wirksam: es sind nur wenige Quadratzentimeter genau in der Mitte, welche die ankommende Sendeenergie genau in die Richtung des Radargerätes zurück reflektieren können. Alle anderen Flächen dieser Kugel verteilen die ankommende Energie im Raum. Sie sind an der Retroreflexion nicht beteiligt. Allerdings hat diese Referenz den Vorteil, dass sie richtungsunabhängig ist: sie reflektiert in alle Richtungen gleich gut.
Durch einen Radarreflektor wird ein sehr viel größerer Anteil seiner Oberfläche für die Retroreflexion wirksam. Selbst geometrisch sehr kleine Flächen eines Winkelreflektors mit wenigen Quadratzentimetern Oberfläche können vergleichbar viel – manchmal sogar mehr – Energie genau zum Radar zurück reflektieren als diese Kugel mit dem Durchmesser von etwa 1,13 m. Sie haben damit trotz der geringen geometrischen Größe eine effektive Reflexionsfläche von einem – oder mehr – Quadratmetern.
In der Praxis können Berechnungen dieser effektiven Reflexionsfläche nur näherungsweise durchgeführt werden. Es wird durch diese Winkelreflektoren nicht nur einfach reflektiert, sondern es treten noch mehr physikalische Effekte auf, zum Beispiel eine Beugung an den Außenkanten. Das führt zu einer sogenannten umlaufenden Welle, deren Energieanteil dann mit dem reflektierten Anteil in entweder konstruktiver oder destruktiver Interferenz tritt. Je nach Größe des Winkelreflektors und somit je nach Länge des Umwegs der umlaufenden Welle kann die zurück reflektierte Energie im günstigen Fall auf mehr als das Doppelte ansteigen oder ungünstigen Falls weniger als die Hälfte sein. Der Effekt ist ebenfalls abhängig von der Wellenlänge des Radargerätes. Dieses Verhalten kann bei in der Seefahrt genutzten Winkelreflektoren gezielt ausgenutzt werden, da die dort genutzten Radargeräte alle in einem sehr schmalen Frequenzbereich arbeiten (etwa 9,3 bis 10,5 GHz, das entspricht einer Wellenlänge von etwa 3 cm).

## Winkelreflektoren

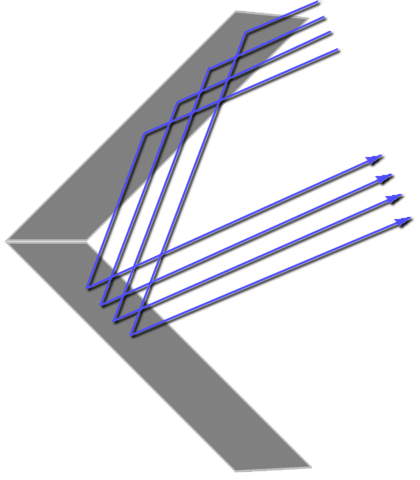
Winkelreflektor mit zwei Flächen

Winkelreflektoren bestehen im Grundelement aus zwei oder drei im Winkel von exakt 90° zueinander stehenden elektrisch leitenden Flächen. Aus diesem Grundelement werden verschiedene Formen von Winkelreflektoren konstruiert. Winkelreflektoren mit drei Flächen reflektieren Funkwellen und Mikrowellenstrahlung in genau die Richtung, aus der die Quellstrahlung erfolgt, ohne dass sie wie ein Spiegel senkrecht dazu ausgerichtet sein müssen.

### Wirkungsweise

Phasengleiche Reflexion durch gleiche Streckenlängen:a+b+c=a'+b'+c'.
Somit wird wieder eine parallele Wellenfront in Richtung des Senders gebildet.

Ist die Wellenlänge klein gegenüber den geometrischen Abmessungen des Winkelreflektors, liegt Retroreflexion nach rein optischen Gesetzen vor. Eintreffende elektromagnetische Wellen werden durch doppelte oder dreifache Reflexion in genau die Richtung zurückgeworfen, aus der sie kommen. Auch kleine Objekte mit geringer Reflexionsfläche erlangen dadurch eine starke Reflexion zurück in Richtung Strahlungsquelle, sie liefern ein sehr viel stärkeres Radarecho als andere reflektierende Körper und erscheinen auf einem analogen Radarschirm wesentlich heller. Die zweifache Reflexion an senkrecht zueinander stehenden elektrisch leitenden Platten geschieht phasensynchron, da die Strecken der einzelnen Phasen gleich sind (a+b+c = a'+b'+c'). Bei einem beliebigen Einfallswinkel wirkt der Winkelreflektor somit wie eine im rechten Winkel zur Einfallsrichtung stehende Platte. Diese Phasenkongruenz ist nur in der Richtung gegeben, aus der die Quellstrahlung erfolgt. Die wirksame Fläche entspricht in der Hauptrichtung etwa der Projektion des Winkelreflektors auf die Ebene dieser Platte.

### Winkelreflektoren mit zwei Flächen
Diese Winkelreflektoren bestehen nur aus zwei Flächen, die exakt rechtwinklig zueinander stehen. Die Teilflächen müssen für eine gute Funktion exakt senkrecht zur Ebene der einfallenden Wellen montiert werden. Entgegen dem erklärten Ziel der Konstruktion, in jede Richtung annähernd gleich gut zu reflektieren, sind diese Winkelreflektoren immer noch stark richtungsabhängig. Die maximal zurück reflektierte Energie kann nur in einer Hauptrichtung – in Richtung Symmetrieachse – wirksam werden. Diese Hauptrichtung ist gegeben, wenn die Parallelprojektion beider einzelnen Reflexionsflächen etwa gleich groß ist. Die Flächen stehen damit etwa in einem 45°-Winkel zu der Symmetrieachse. Die in Richtung Radargerät zurück reflektierte Energie sinkt ab einer Abweichung von 15° von der Symmetrieachse auf die Hälfte des Maximums.
Zur theoretischen Berechnung der effektiven Reflexionsfläche eines Winkelreflektors mit zwei quadratischen Flächen gilt diese Formel:
{\displaystyle \sigma ={\frac {8\pi \cdot s^{2}}{\lambda ^{2}}}}          (1)
{\displaystyle \sigma } = effektive Reflexionsfläche
{\displaystyle {\text{s}}} = Fläche einer Seite des Reflektors.
{\displaystyle \lambda } = Wellenlänge des aufklärenden Radargerätes
Bei der Anwendung der Formeln muss beachtet werden, dass, wenn der Winkelreflektor kleiner als etwa die zehnfache Wellenlänge des abfragenden Radargerätes ist, durch lokale Resonanzen der praktische Wert der effektiven Reflexionsfläche um das bis zu Vierfache vom theoretisch berechneten Wert abweichen kann. Da die Frequenzen von häufig verwendeten Navigationsradargeräten bekannt sind (etwa 9,3 bis 10,5 GHz), haben sich in der Praxis Standardgrößen als ungefähres Vielfaches der verwendeten Wellenlängen durchgesetzt, die mit ihrer geometrischen Größe gerade so liegen, dass eine positive Abweichung vom theoretisch errechneten Wert zum Tragen kommt. Je größer ein Winkelreflektor ist, desto geringer ist der Einfluss der Resonanz. Ab der zehnfachen Wellenlänge ist dieser Einfluss vernachlässigbar klein. Das gilt dann im oben genannten Frequenzband ab einer Kantenlänge von 30 cm – trifft also für die meisten der im Handel angebotenen Winkelreflektoren nicht zu.
Eingesetzt werden solche Winkelreflektoren in einem sogenannten „Röhrenreflektor“. Das ist eine Plasteröhre, welche mehrere solcher kleinen übereinander angeordneten Winkelreflektoren enthält, die von der Winkelstellung ungeordnet zueinander sind.

### Winkelreflektoren mit drei Flächen

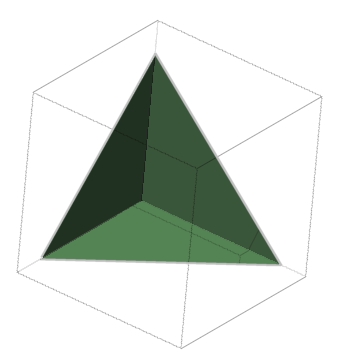
Triangularer Winkelreflektor als Ausschnitt eines Würfels

Winkelreflektoren mit drei reflektierenden Flächen im Winkel von 90° zueinander werden dort eingesetzt, wo eine Retroreflexion in den dreidimensionalen Raum notwendig ist. Diese triangularen Reflektoren funktionieren wie das optische Analogon des Retroreflektors, gelegentlich auch als Katzenauge bezeichnet. Die maximale effektive Rückstrahlfläche tritt in Richtung der Symmetrieachse auf. Die effektive Rückstrahlfläche des in der Abbildung dargestellten triangularen Winkelreflektors aus dreieckigen Flächen wird berechnet nach:
{\displaystyle \sigma ={\frac {4\pi \cdot a^{4}}{3\cdot \lambda ^{2}}}}         (2)
{\displaystyle \sigma } = Effektive Rückstrahlfläche
{\displaystyle {\text{a}}} = Länge der sich berührenden Kanten der drei gleichschenkligen Dreiecke eines triangularen Winkelreflektors
{\displaystyle \lambda } = Wellenlänge des aufklärenden Radargerätes
Betrag und Phase der reflektierten Energie bleiben in den von Radargeräten verwendeten Frequenzen unabhängig vom Einstrahlwinkel relativ konstant bis in den Bereich, in welchem die reflektierte Wellenlänge in die Größenordnung der Abmessungen der Reflektorflächen kommt. Die Einzelflächen des Winkelreflektors sollten also groß gegenüber der Wellenlänge sein. Je größer ein Winkelreflektor ist, desto mehr Energie wird reflektiert. Die Halbwertsbreite der Hauptrichtung ist je nach der Geometrie der drei Flächen etwa 20° bis 40°.
Wenn von diesem berechneten Winkelreflektor mindestens acht oder mehr Stück so zusammengefügt werden, dass in jede Richtung zurückgestrahlt wird, dann ist dem beobachtenden Radargerät immer einer der Winkelreflektoren mehr oder weniger effektiv zugewandt. Diese Bauart von Winkelreflektoren hat ein sehr kompliziertes Diagramm der Rückstrahlung, in welchem die jeweilige Größe der effektiven Reflexionsfläche in Abhängigkeit von der Richtung der eintreffenden Radarstrahlung eingetragen werden kann. Die Hauptrichtung ist wieder die Position, in der alle drei sichtbaren Teilflächen eine gleich große Parallelprojektion haben.
Vorteil des Winkelreflektors mit drei Flächen ist seine lageunabhängigere Funktion (er darf auch vertikal etwas geneigt sein) und die größere mechanische Stabilität. Diese Bauform wird daher eingesetzt, wenn sich die Winkel in zwei Richtungen ändern können. Nachteil ist, dass er bei gleicher effektiver Rückstrahlfläche größer als ein zweiflächiger Winkelreflektor gebaut werden muss, da die spitzen Enden des Winkelreflektors an der Reflexion in die Ursprungsrichtung nicht teilnehmen. An diesen Enden wird lageabhängig möglicherweise nur zweimal reflektiert, so dass diese Energie in eine andere Richtung gelenkt wird. Von der Gesamtfläche der Parallelprojektion ist in Richtung Symmetrieachse (Hauptrichtung) ein nur etwa gleichseitiges Sechseck wirksam. Manche Hersteller verzichten daher auf diese Ecken, so dass der Winkelreflektor eine polygone Form wie in diesem Bild erhält. Oft werden auch Bauformen aus Kreisflächen verwendet. Sie bieten einen guten Kompromiss zwischen Radarquerschnitt und Windlast. Sie sind oft in einer Kunststoffkugel untergebracht, um sie vor Eisansatz zu schützen und die Windlast weiter zu senken. Solche Kunststoffkugeln mit Winkelreflektoren sind häufig an Hochspannungsleitungen in der Nähe von Autobahnen zu sehen, da die dünnen Leitungen bei schlechter Sicht eine Gefahr für Hubschrauberpiloten der Luftrettung oder für Polizei darstellen.
Die höchste Rückreflexion bezogen auf die Seitenlänge besitzen Formen aus drei Quadraten (Würfel mit drei fehlenden Seiten), sie beträgt in Richtung der fehlenden Würfelecke:
{\displaystyle \sigma ={\frac {12\pi \cdot a^{4}}{\lambda ^{2}}}}         (3)
Für die in der Binnenschifffahrt meist im I/J-Band arbeitenden Navigationsradargeräte mit einer Wellenlänge von etwa 3 cm ist ein Winkelreflektor aus quadratischen Aluminiumplatten mit einer Kantenlänge von je 20 cm als Radarziel ausreichend.
Ein Winkelreflektor, der rundherum in fast alle Richtungen zurückstrahlt, besteht zeichnerisch aus 12 gleichschenkligen Dreiecken und bildet 8 verschiedene Tripelspiegeln, welche um jeweils 90° versetzt sind. Wegen seiner 8 Ecken wird er auch oktogonaler Winkelreflektor genannt.

## Lüneburg-Linsen

Prinzip einer Lüneburg-Linse

Lüneburg-Linsen als Radarreflektor gibt es in verschiedenen Bauformen. Sie verwenden ein Material mit nach innen zunehmendem Gradientenindex, zum Beispiel ein geschäumtes Material, welches nach innen hin eine größere Dichte hat. Eine Hälfte dieser Kugel ist metallisch verspiegelt. Die Hauptrichtung der Reflexion ist die Symmetrieachse in die unverspiegelte Richtung. Auch diese Konstruktion reflektiert einfallende elektromagnetische Wellen in genau die Richtung, aus der sie kommen. Im Vergleich zu Winkelreflektoren ist sie bei gleicher effektiver Reflexionsfläche geometrisch größer, weil das von den elektromagnetischen Wellen zu durchdringende Material eine etwas höhere Dämpfung als Luft hat.
Für den praktischen Einsatz auf Booten und Schiffen werden drei dieser Kugeln zu einer Montageeinheit vergossen, deren Hauptrichtungen um 120° versetzt sind, sodass eine Rundum-Reflexion von 360° erreicht wird. Diese Konstruktion wird als Tri-Lens-Radarreflektor bezeichnet. Von britischen Behörden in Auftrag gegebene Tests ergaben, dass diese Bauform der einzige auf dem Markt verfügbare passive Reflektor ist, der auch bei Krängung eine zufriedenstellende Echowirkung erreicht.
Ähnlich einer Lüneburg-Linse können auch Rundum-Radarreflektoren gefertigt werden, die statt der rückseitigen Verspiegelung nur einen schmalen waagerechten Gürtel aus einer leitfähigen Schicht tragen. Sie sind extrem neigungsabhängig, da die in die Kugel eintretenden Funkwellen exakt auf den reflektierenden Metallstreifen auf der Rückseite gebündelt werden müssen. Sie eignen sich damit gut als Referenz- oder Laborvorrichtungen, aber nicht zum praktischen Einsatz auf Booten und Schiffen.

## Aktive Radarreflektoren
In der Sportschifffahrt und bei Rettungskräften werden auch Transponder und Search and Rescue Radar Transponder eingesetzt. Empfängt deren Elektronik einen Radarimpuls, wird ein starker Impuls auf der gleichen Frequenz zurückgesendet. Der Name „Reflektor“ ist somit eigentlich irreführend. Diese Transponderantwort erscheint auf dem Radargerät als größeres Echo als das Schiff selbst. Zusätzlich zeigen die aktiven Radarreflektoren mit einem Licht oder einem Warnton an, dass ein Radarimpuls empfangen wurde, und weisen so auf andere Schiffe in der Nähe hin. Ein großer Vorteil gegenüber passiven Reflektoren ist die drastisch erhöhte Reichweite, da anstatt passiver Reflexion eine aktive Antwort mit fester Sendeleistung erfolgt. Das ist technisch begründet, weil bei Transpondern gemäß der Radargleichung die im Radargerät empfangene Leistung nicht der Zweiwegdämpfung (auf Hin- und Rückweg), sondern nur der einfachen Freiraumdämpfung unterliegt. Jedoch ist diese Reichweite auf den Radarhorizont begrenzt, der bei maritimer Anwendung je nach Montagehöhe der Antennen bei etwa 40 nautischen Meilen liegt. Transponder können auch codierte Signale zurücksenden, die eine automatische Identifizierung ermöglichen.
Der Nachteil dieser Transponder ist, dass sie nur auf konstruktiv vorbestimmten Radarfrequenzen und nur auf klassische Impulsradare antworten können. Ihr Nutzen ist dadurch umstritten, da neue Radartechnologien teilweise andere Frequenzbänder verwenden, auf denen ein aktiver Radarreflektor wirkungslos ist. Moderne Breitbandsysteme als Navigationsradar verwenden das gleiche Funktionsprinzip wie ein militärisches Low Probability of Intercept Radar und senden extrem geringe Sendeleistungen. Die Sendeimpulsleistung kann am Empfangsort sogar unterhalb des Rauschpegels liegen. Diese Impulse werden durch den Transponder möglicherweise gar nicht bemerkt oder deren komplexe Modulationsart kann nicht zurückgesendet werden. Durch die unvermeidliche zusätzliche Verzögerungszeit in der elektronischen Schaltung erscheint das Transpondersignal in einer größeren als der realen Entfernung, meist etwa 2 bis 3 nautische Meilen hinter dem passiv reflektierten Signal.

## Anwendung

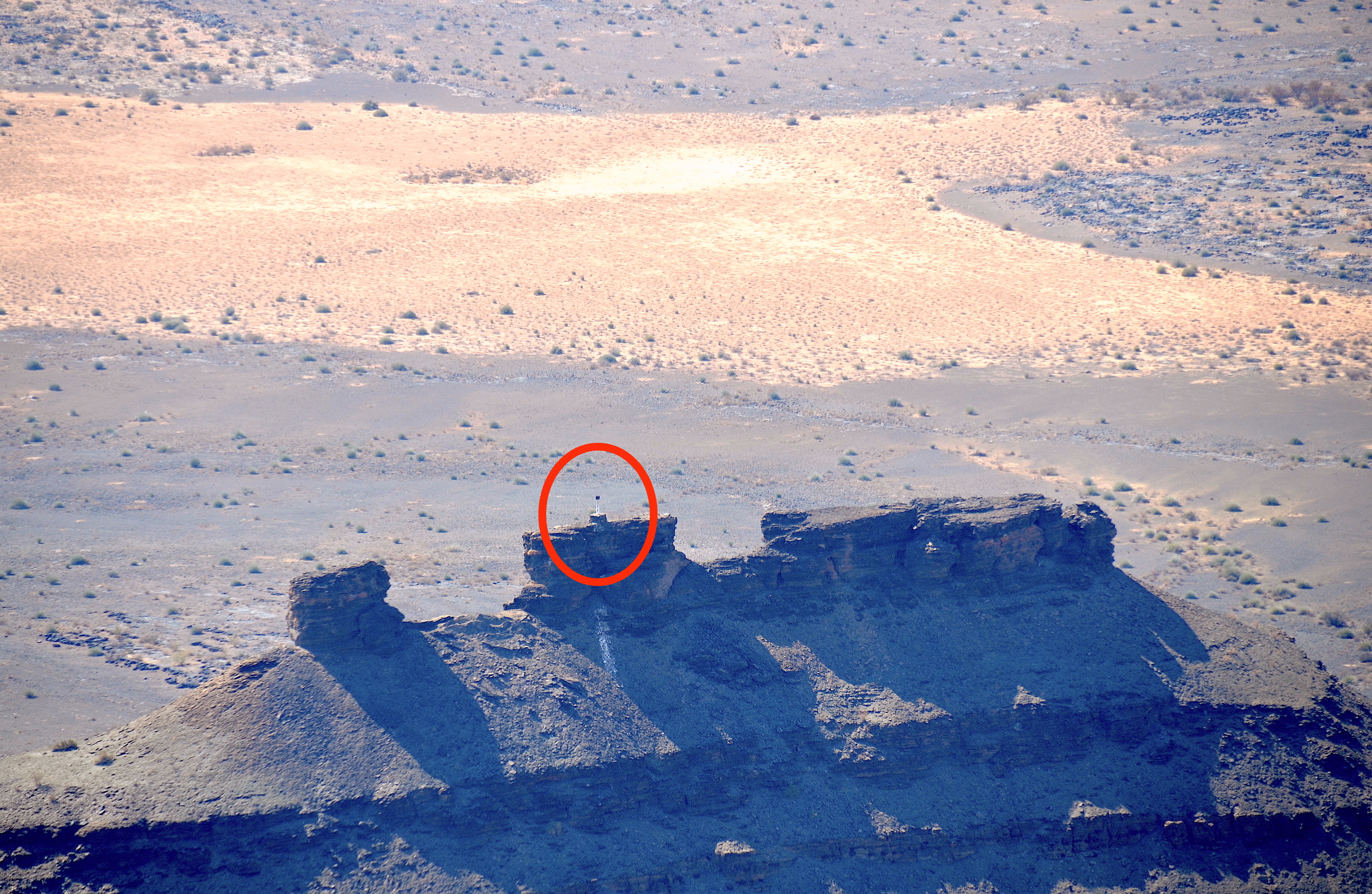
Der Radarreflektor auf der Inachabkuppe in Namibia diente der Landesvermessung (2017).
Der Radarreflektor steht auf dem mittleren Gipfel.

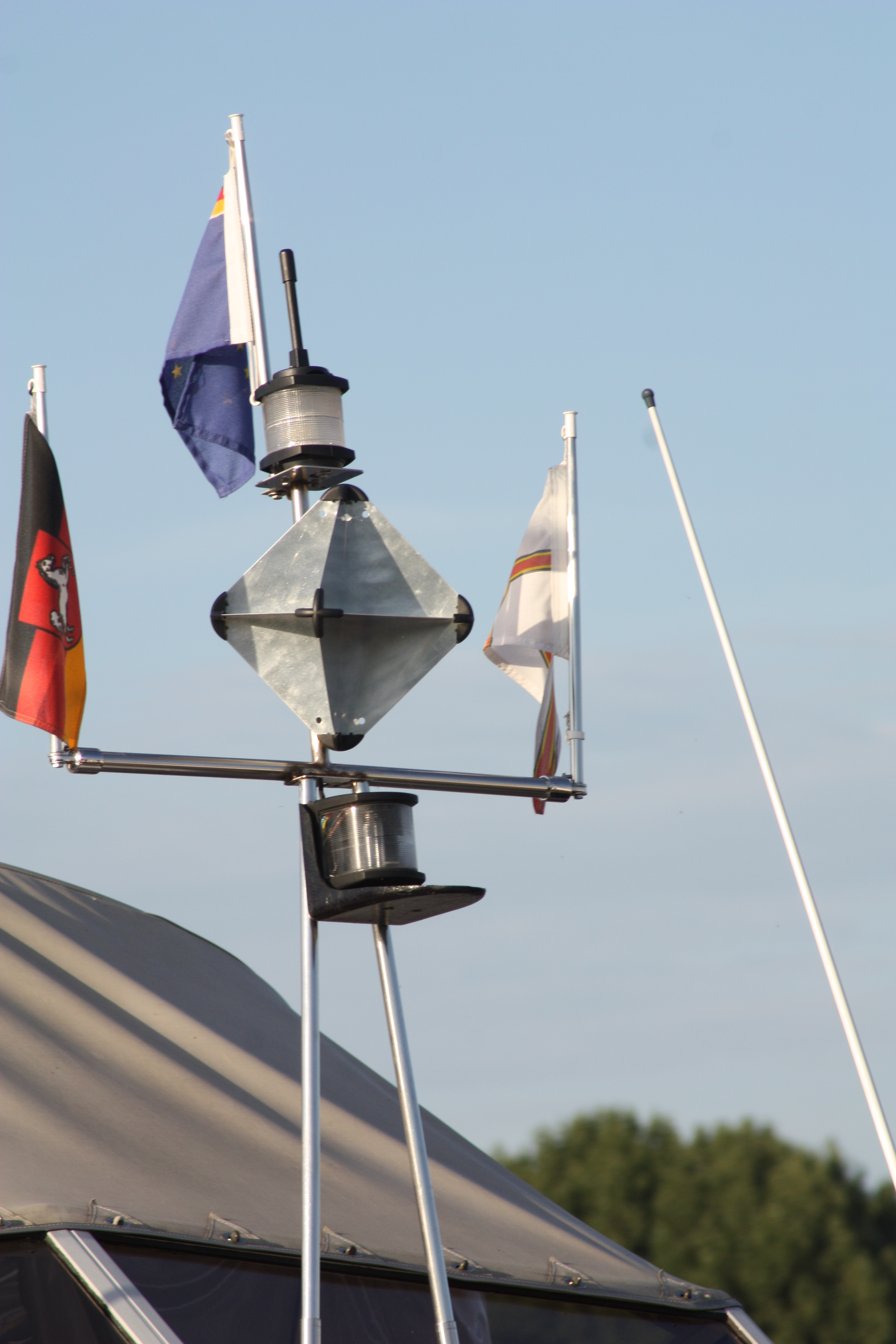
Oktaederförmiger Winkelreflektor im Top einer Motoryacht in Viererstellung

Winkelreflektoren als Ziele für Radargeräte finden Anwendung:
- als Kalibrierstandard für eine Freiraumkalibrierung von Antennen (zum Beispiel in der Flugsicherung zur Richtungsüberprüfung eines Präzisionsanflugradars);
- als Navigationshilfen zur Markierung von Schifffahrtswegen in schwierigem Wasser (auf schwimmenden Seezeichen, an Brücken):
- zur Markierung der Start- und Landebahn auf Flugplätzen;
- Radarreflektoren auf Wasserfahrzeugen zu deren besserer Erkennbarkeit durch Rundsichtradar anderer Schiffe und an Land;
- zur Simulation eines großen Flugkörpers mittels sogenannter Scheinziele;
- zur Vergrößerung der effektiven Reflexionsfläche von Begleitschiffen, damit diese auf dem Radar gleich groß erscheinen, wie zum Beispiel der begleitete Flugzeugträger;
- an einem Wetterballon zur Radarverfolgung und Messung von Windgeschwindigkeiten in großen Höhen;
- als definiertes Ziel zur Abstandsmessung bei Radargeräten in Industrieanwendungen;
- zur Markierung von gefährlichen Objekten für die Luftfahrt;
- zur Landesvermessung (Radar-Triangulation);[8]
- zur Prüfung und Kalibrierung automotiver Radargeräte werden in Kfz-Werkstätten durch Motoren gedrehte Winkelreflektoren eingesetzt, welche durch ihre Drehung eine Dopplerfrequenz erzeugen.

## Anwendung in der Schifffahrt
Damit ein Radarreflektor für eine Anwendung in der Schifffahrt seine größt mögliche Wirksamkeit auch erreichen kann, müssen bei der Aufstellung bestimmte Bedingungen berücksichtigt werden:
- Anbringung so hoch wie möglich, auf einem Segelfahrzeug beispielsweise an der obersten Saling. Dadurch wird erreicht, dass das Segelfahrzeug auch dann noch ein ausreichendes Radarecho reflektiert, wenn wesentliche Teile wie der Rumpf oder das Rigg bereits hinter dem Radarhorizont liegen.
- Feste Anbringung, bei der der Radarreflektor nicht verrutschen oder sich nicht drehen kann. Das vermeidet nichtstationäre, sogenannte pumpende Echos, wie es beispielsweise bei einer „fliegenden“ Befestigung an Fallen, dem Achterstag oder dem Toppnant der Fall wäre. Bei pumpenden Echos wird auf dem Radarschirm des Empfängers das reflektierte Signal abwechselnd dargestellt und nicht dargestellt. Raster-Scan-Anlagen für Radar der Sport- und Berufsschifffahrt unterdrücken unter Umständen jedoch derartige pumpende Echos, sodass das Segelschiff nicht wahrgenommen wird.[9][10]

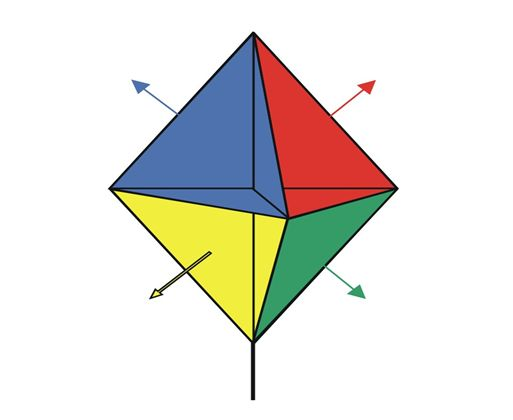
Viererstellung

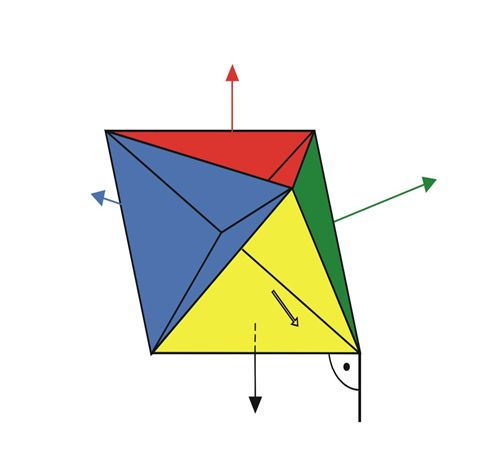
Sechserstellung

Ein Oktaeder-Radarreflektor mit acht triangularen Winkelreflektoren kann auf einem Wasserfahrzeug grundsätzlich in zwei verschiedenen Stellungen angebracht werden: der Viererstellung oder der Sechserstellung. Bei der Viererstellung zeigt eine Spitze des Oktaeders (= Würfelecke) genau nach oben und die gegenüberliegende Spitze genau nach unten. Diese Stellung ist sehr einfach an einem vertikal verlaufenden Seil etc. zu montieren, hat jedoch in horizontalen Richtungen eine schlechte Rückstrahlcharakteristik, da effektiv nur vier Winkelreflektoren zur Rückstrahlung beitragen. Sie ist für Wasserfahrzeuge also nicht optimal. Bei der Sechserstellung ist ein Winkelreflektor mit seiner Flächennormalen genau nach oben und der gegenüberliegende Winkelreflektor mit seiner Flächennormalen genau nach unten ausgerichtet, so dass diese Stellung auch als Regenfangstellung bezeichnet wird. Diese Stellung hat in horizontaler Richtung zwar eine geringere, dafür aber ausgeglichenere Rückstrahlcharakteristik als bei der Viererstellung, so dass sie für Wasserfahrzeuge besonders gut geeignet ist. Im Schnittpunkt der drei Flächen empfiehlt sich eine Lücke für das Ablaufen von Wasser.
Die folgende Abbildung zeigt das gemessene Rückstrahldiagramm für die beiden genannten Stellungen am Beispiel eines 16 Zoll Oktaeder-Radarreflektor bei einem Neigungswinkel von 0°, also in horizontaler Richtung. Die blaue Kurve zeigt hierbei das Rückstrahldiagramm für die Viererstellung und die rote Kurve das Rückstrahldiagramm für die Sechserstellung:
Gemäß SOLAS-Konvention, Kapitel V, müssen sämtliche Schiffe, auch Sportfahrzeuge, „sofern praktikabel“ mit Radarreflektoren ausgerüstet sein. Für die Ausrüstung gilt aktuell ISO 8729, die in zwei Teilen (ISO 8729-1 für passive, ISO 8729-2 für aktive Reflektoren) vorliegt. Passive Reflektoren mit einer wirksamen Reflexionsfläche von 2,5 m² haben gemäß Gleichung (2) für 10 GHz eine Kantenlänge (Außenkante) von 22 cm, was auf kleineren Yachten problemlos installierbar ist. Grundsätzlich gilt jedoch die Empfehlung, den größtmöglichen Reflektor zu benutzen, der sich auf dem Schiff anbringen lässt, denn bereits ein Oktaeder-Radarreflektor mit der doppelten Kantenlänge hat gemäß Gleichung (2) eine 16-mal größere Reflexionsfläche.